# نورمان شابيرو
نورمان شابيرو (بالإنجليزية: Norman Shapiro)‏ هو رياضياتي أمريكي، ولد في 1932.